# リトル・チャロ2
『リトル・チャロ2』（リトルチャロツー）は、NHK Eテレ・NHKラジオ第2放送を中心に、2010年3月29日から放送を展開した英語を使ったアニメーション・ラジオドラマ・英語講座の番組である。

## 概要
2008年度に製作され2009年度にも再放送され、視聴者からの反響が大きかった『リトル・チャロ』の続編である。本作は主人公・チャロの飼い主である翔太が瀕死の重体に追い込まれたところをチャロが助け出すところから始まり、生きることの大切さ・愛情を訴える。
番組は、Eテレ・ラジオ第2放送で毎週4～5回放送される語学講座、また総合テレビではその中で放送されるアニメーションの部分を抜粋して放送するミニ番組（教育テレビでも放映）のほか、インターネット・携帯電話のサイトなどとも連動したクロスメディア形式で展開していく。
前作同様、ラジオ版放送後は1週間後まで放送内容をWebサイト上でストリーミングで聞くことが可能。
原作は前作同様わかぎゑふが、英語脚本はパトリック・ハーラン（パックンマックン）が務める。

## 放送番組
前年度同様、ラジオ・Webサイト・ケータイサイト・番組テキストの4つのメディアと連携したクロスメディアコンテンツとして提供される。テレビ講座は前作の週1回から10分帯番組に変わり、1週あたりの放送時間が倍増した。

### 講座と内容
リトル・チャロ2（Eテレ、総合）
その週の講座で取り上げるドラマの部分のみを放送する。日本語の字幕入り。
リトル・チャロ2 英語に恋する物語（Eテレ）
その週放送される同内容のエピソードを4回放送する。月曜日はナレーションが日本語・字幕が英語の「入門者編」、火曜日はナレーション・字幕とも英語の「初級者編」、水曜日はナレーションが英語・字幕が日本語と英語の「中級者編」、木曜日はナレーションが英語で字幕の付かない「上級者編」と4つのランクに分けて、それぞれのランクに呼応した講義を展開し、毎日見ることで英語力のアップを図ることができるようにする。台詞は日本語になっている箇所もある。
- 月曜「watching Monday」
前回までのあらすじを放送した後、アニメを日本語ナレーション・英語字幕で放送する。その後、スタジオでSHELLYとマイケルがアニメの内容について日本語でトークする。途中、重要表現の聞き取りテストをする「catch this!」や、「チャロの日記」などのミニコーナーが挟まれる。
- 火曜「Listening Tuesday」
アニメを英語字幕で放送し、その後内容を理解できたかどうかのクイズを出題する。クイズにはデータ放送の四色ボタンで解答できる。
- 水曜「expressing Wednesday」
アニメを英語・日本語字幕で放送する。その後、スタジオにマンスリーゲストを招き、アニメに出てきた実用的な英語表現をロールプレイなどで学習する。
- 木曜「All English day」
「全編英語」の日。アニメを字幕なしで放送し、その後SHELLYとマイケルが内容についてのトークを英語のネイティブトーク（日本語字幕付き）で行う。次エピソードの予告編も放送される。

どの放送でも、連動データ放送にて単語の聞き取り力を試すゲーム「デジタルチャロのフレーズゲッター」に挑戦することができる。また、字幕や画面表示を消すこともできる。
リトル・チャロ2 心にしみる英語ドラマ（ラジオ第2放送）
その週のエピソードの中から、特に日常英会話で使えそうな基礎フレーズを取り上げたり(Useful Expressions)、松本茂講師が選んだおすすめのシーンを取り上げ、紹介する(Moving Lines)。スケジュールは、月曜日に、三つのパートを順番に聞く。火曜日から木曜日にパートを一つずつ聞き、金曜日に、その週のエピソードをノーカットで聞く。なお、エピソード50は例外である。月曜日と金曜日は同じだが、火曜日は、原作のわかぎゑふを迎え、印象的なシーンを振り返る。水曜日は、ストーリー英語脚本担当のパトリック・ハーランを迎え、リトル・チャロ2の英訳について語る。木曜日は、講師と、ナビゲーターの二人で、印象的なシーンを振り返る。

### 放送時間

#### 2010年度
| 番組名               | 本放送                                                                       | 再放送 |
| -------------------- | ---------------------------------------------------------------------------- | --- |
| アニメ               | 総合 金曜 22:45〜22:50（9月24日まで） Eテレ 土曜 19:45〜19:50（10月2日から） | 総合 翌週日曜 23:55〜24:00（9月26日から） Eテレ 土曜 19:45〜19:50（9月25日まで）                                                             |
| 英語に恋する物語     | Eテレ・ワンセグ2 月曜〜木曜 23:00〜23:10                                     | Eテレ 土曜 12:20〜13:00（1週分纏めて） Eテレ・ワンセグ2 翌週月曜〜木曜 6:45〜6:55                                                            |
| 心にしみる英語ドラマ | ラジオ第2放送 月曜〜金曜 7:00〜7:15                                          | ラジオ第2放送 同日 12:10〜12:25、22:25〜22:40 ラジオ第2放送 土曜 7:00〜8:15（1週分纏めて） ラジオ第2放送 土曜 22:25〜22:40（金曜分の再放送） |

補足説明
アニメの放送時間変更は、2011年（平成23年）7月24日に迫ったテレビの完全デジタル化に伴う恒常的なNHKのテレビコンテンツ抜本見直し、および『坂の上の雲』第2部放送開始によるミニ番組編成のため実施されたもの。

#### 2011年度
| 番組名               | 本放送                                   | 再放送                                                                                     |
| -------------------- | ---------------------------------------- | ------------------------------------------------------------------------------------------ |
| アニメ               | Eテレ 土曜 9:55〜10:00                   | Eテレ 日曜 7:55〜8:00                                                                      |
| 英語に恋する物語     | Eテレ・ワンセグ2 月曜〜木曜 22:50〜23:00 | Eテレ 土曜 5:20〜6:00（1週分纏めて） Eテレ・ワンセグ2 翌週月曜〜木曜 10:15〜10:25          |
| 心にしみる英語ドラマ | ラジオ第2放送 月曜〜金曜 6:45〜7:00      | ラジオ第2放送 同日 12:10〜12:25、23:00〜23:15 ラジオ第2放送 土曜 7:00〜8:15（1週分纏めて） |

#### 2012年度
| 番組名 | 本放送                      | 再放送                        | 備考                        |
| ------ | --------------------------- | ----------------------------- | --------------------------- |
| アニメ | Eテレ 月曜〜木曜 6:20〜6:25 | Eテレ 月曜〜木曜 12:50〜12:55 | 7月2日〜9月25日、12月24日〜 |

#### 2013年度
| 番組名 | 本放送                        | 備考                      |
| ------ | ----------------------------- | ------------------------- |
| アニメ | Eテレ 月曜〜木曜 12:50〜12:55 | 7月1日〜9月25日、1月6日〜 |

### 特別番組
今からでも遅くない リトル・チャロ2
放送：Eテレ 2010年6月5日土曜 14:00〜15:00
内容：Episode1からEpisode10を一挙放送した。
リトル・チャロ2夏特番! 双方向クイズで英語の腕だめし
放送：Eテレ 2010年8月29日日曜 22:00〜23:15
内容：携帯電話や地上デジタル放送のリモコンで参加する、生放送による75分間の双方向クイズ番組
ゲスト：
- 西村和彦
- 高橋愛（モーニング娘。）
- ロザン（菅広文、宇治原史規）

心にしみる英語の歌
放送:ラジオ 2010年12月31日〜2011年1月3日 17:45〜18:00
内容:挿入歌を一挙放送した。
今からでも間に合う!リトル・チャロ2特集
放送:Eテレ 2011年4月29日金曜 9:00〜10:11
内容:「リトル・チャロ2 英語に恋する物語」のEpisode1 4本分の再放送と、アニメのEpisode1からEpisode5を一挙放送した。
SING!SING!SING!歌でたどるチャロの物語
放送:Eテレ 2011年11月3日木曜 9:00〜9:45、ラジオ 2011年11月19日土曜日 20:15〜21:00
内容:挿入歌を一挙放送し、ここまでの内容を振り返る。また、ゲストにナムタカ役のウォルター・ロバーツ、カノン役のドナ・バークをむかえ、この番組の魅力などを語る。

## ミドルワールド / 間の国
今作の舞台となるのは「ミドルワールド(Middle World)」、和訳では「間の国（あいのくに）」と呼ばれる、生と死の間にある世界。生死の境をさまよっている者や、肉体は死滅したが生の世界に未練を残した者の魂が集う。それ以外にもナムタカの様に生の世界と往来する能力を持つ者や、ランダやラークの様に生の世界との関わりが不明な住人もいる。往来する能力を持つ者以外は、生の世界に戻るとミドルワールドでの記憶を失う。

## 登場キャラクター

### 主要人物
チャロ (Charo)
日本生まれの子犬。雑種のオス。生まれてすぐに捨てられ、雪の積もる公園で寒さと空腹でうずくまっていたところを現在の飼い主である翔太に助けられる。耳が茶色で体が白いため、「茶色と白色」でチャロと名づけられた。好物はソーセージ。左足に黄色い足輪をつけ、赤い首輪をしている。ミドルワールドへやって来てからは「ライフグローブ」と呼ばれる命の玉をナムタカからもらい、首輪につけている。純真で正義感が強く、何事も諦めない強い意志を持つが、時としてそれが裏目に出てしまうことも。
過去にニューヨークで迷子になったことがあるが、現地の仲間たちの協力もあり、無事帰国。
その後、日本で再び翔太と暮らすが、ある日、誤って土手に転落しそうになった彼をかばって、翔太が意識不明の大怪我を負ってしまう。生死をさまよう翔太を助けるべく、彼の魂が連れて行かれたミドルワールドへと旅立つこととなった。本作で彼の出生の詳しい秘密が明らかになる。
翔太 (Shota)
9歳の少年でチャロの飼い主。サッカーが大好きでプロサッカー選手になるのが夢。好物はソーセージ、肉じゃが、ハンバーグ。白抜きで10とかかれたオレンジのパーカを着ている。幼い頃に母を亡くしており、父とともに東京で2人で暮らしている。親のいないチャロと自分が重なって見えるのか、チャロには心の内を語っている。豊島ユースチームという少年サッカーチームに入っており、チームのレギュラーになるため、毎日練習を欠かさない努力家。チャロを危険から守ろうとして意識不明の重体となり、ミドルワールドに来ることとなった。

### ミドルワールド
ナムタカ (Numtaka)
人間と鷲が合わさったような容姿をもつミドルワールドの住人。1万年生きており、普段は宿屋を営んでいる。既婚者。好物はパン。強面だが協力的。翔太の魂にミドルワールドへ来るよう呼びかけるため、病院で眠る翔太のもとに現れた。チャロに命の強さによって色が変化する玉、ライフグローブと、ミドルワールドで生活するための部屋を提供する。
ムウ (Muu)
赤いコガタペンギンの女の子。年齢は2歳（人間で18～20歳くらい）。チャロと同じくナムタカの宿で生活している。好物はイカ。特技は泳ぐこと。首にオレンジのスカーフを巻いている。気さくで面倒見がよいが、やや勝手なところがある。シャイニーというハシボソミズナギドリの若者に恋をしており、彼とともに空を飛びたいと夢見て毎日飛ぶ練習をしている。ミドルワールドへ来る前はニュージーランドのペンギンの村で、村の子供たちに水泳を教えていた。憧れのシャイニーに近づきたいあまり、飛ぶ練習中に崖から転落して大怪我を負ってしまい、それがもとでミドルワールドへやってきた。教え子のコロンが自分の不注意で行方不明となってしまったことが気がかりとなっている。しかし、コロンが池で泳ぎの練習をしていたところを見つけ、コロンとともに、現世に戻る。その後はチャーリーと共に引き続き子供達に泳ぎを教えている。コロンの発言に対してツッコむことも。(EP21,EP50)
ランダ (Randa)
本作の黒幕。ミドルワールドに住む小悪魔のような姿をした謎の生き物。幾度となくチャロを罠にかけ、チャロと翔太を死の国に引きずりこもう(＝殺害しよう)と企む。魔法を使って人を惑わしたり、さまざまな人物の人形を作り出して、意のままに操ることもできる。しかし人形にはタイムリミットがあり、時間が経つと溶けて消えてしまう。チャロに、カノンは実の母親であることを伝え、思わず光の道で振り返ってしまったところで巨大な龍に変身し、チャロ達を追い詰めたが、カノンに攻撃され爆発した。(EP49)
ミニー (Mini)
陽気なミンミンゼミ。年齢は6歳。生前は雨天が続いてセミとして鳴く機会が訪れぬまま生涯を終えたため、その未練を晴らすためにミドルワールドの公園の木の上で思う存分鳴いている。その後は十分鳴いたことに満足して死者の国へと旅立っていった。その噂は現世のセミ達の間に残っている。
カノン (Kanon)
ミドルワールドの街中で出会ったサモエド犬の雌。年齢は5歳。好物はコンビーフ入りドッグフード。チャロの身を案じ、陰ながら支える。実は生き別れになったチャロの実母である。かつてはさなえという老婦人に飼われていたがさなえが倒れてしまい、事情を知らない彼女の息子に無理矢理連れて行かれたことをきっかけにチャロと離れ離れになってしまった。既に生者の世界に戻れぬ身であるため、チャロが自分を追って死者の国についてくるのではという思いから、正体を明かせずにいる。彼女の生き別れの息子がミドルワールドにいるという情報を掴んだチャロが、捜索の疲労から徐々に死に近づくのを恐れ、ナムタカに「強く生きて」というチャロへの伝言を頼んだ後、最後まで親子であることを明かすことなく、自らチャロの元を去っていった。その後、迷いの森でチャロを探していた翔太に出会い、協力を決意。最後に、光の道にてチャロ達を攻撃する巨大な龍（ランダ）を返り討ちにする。
チャーリー (Charlie)
メガネをかけた青いコガタペンギンの青年。年齢は3歳。ニュージーランドのペンギン村の村長の息子でムウとともに村の子供たちに水泳を指導している。生真面目で気が小さいが、ペンギンとして生まれたことに誇りを持っており、意思はしっかりしている。ムウのよき理解者であり、密かに彼女を慕っている。
コロン (Colone)
橙色のコガタペンギンの女の子でムウとチャーリーの教え子。年齢は0歳（人間では6～8歳くらい）水泳の練習の最中に高波にさらわれ、行方不明となる。水泳教室の中では最年少。ミドルワールドで泳ぎの練習をしていたところ、彼女を探していたムウと再会する。その後はナムタカの宿でムウと一緒に暮らしている。その後、ムウとともに現世に戻る。たまに大人びた言動をして、ムウにツッコまれることも。
ルビー (Ruby)
赤いメスのハシボソミズナギドリでシャイニーの恋人。年齢は3歳。シャイニーと出会う前はクラウディという名の恋人がいた。仲間の群れの中ではシャイニーに次ぐ飛行速度の持ち主。日本近海を飛行中、台風によって風に流された群れのメンバーを助けようとして力尽き、ミドルワールドへやって来た。気高い精神の持ち主で、シャイニーに落下した自分に構わず先へ行くことをすすめ「（夢の成就のために）飛び続けると約束して」と言い残し、息絶える。ミドルワールドではムウに飛び続ける事への厳しさを語り、夢を追い求めるムウのひたむきな姿に理解を示す。エピソード49では光の道の途中、霧に巻かれたチャロ達を上空から先導した。
ジョニー (Johnny)
ミドルワールドで情報屋を営む人間の男。45歳。大雑把で陽気な性格。サングラスに帽子を被り、ヒゲを生やしている。レトロな雰囲気の店内で、毎日2度更新されるミドルワールド中の情報が載っている魔法の百科辞典をもとに情報料としている「赤い実」1つの支払いにつき、1つの情報を客に提供する。世間の情報とは直接関係のない質問も商売上のやり取りとみなされるため、うっかり尋ねてしまうと再度赤い実を渡すはめになる。渡される情報は常に正確であるが、何かの理由で情報が交錯し、はっきりした答えがないこともある。情報料の赤い実には睡眠作用があるため、質問後はしばらく寝入ってしまうことが多く、連続で質問することは難しい。
ドゥーマ (Duma)
オスのチーターの子供。年齢は1歳。アフリカのサバンナで暮らしていたが、過保護な環境で育ったため、独立後も狩をすることが出来ず、飢えて意識を失い、ミドルワールドにやってきた。臆病でハチやナムタカの顔を見ただけで飛び上がるほど気弱だが、足が速く、時速100kmで走ることが出来る。ミドルワールドへ来てからは、ムウの勧めでチャロ達と共にナムタカの宿で暮らしていたが、兄のペンダと再会したことで、サバンナで狩りの特訓を始めた。
エピソード49でチャロと再会し、足を負傷した翔太を背負って光の道を駆ける。彼らと共に無事現世に戻り、その後、彼女ができた。
ペンダ (Penda)
ドゥーマの兄。ドゥーマとは対照的な優秀なハンター。責任感があり弟思い。ドゥーマを自立させようと1人で狩をするよう促すが、その最中にシマウマの群れの襲撃に遭い、ドゥーマの身を案じながら息絶えた。
その後、ドゥーマと再会し、狩りの特訓をする。
キャンディ(Candy)
美しい耳を持つパピヨン犬。わがままではあるが、心やさしい。チャロとはニューヨークで会っている。詳しくはラーク(Lahk)を参照。
ラーク (Lahk)
迷いの森の手前にある巨大な城の主。緑色の奇妙な外見をしており、赤いアーガイル柄のマントを羽織っている。彼の城には現世に生きる人々の魂が夢を見に一時的にやってくるが、すぐに去ってしまうため、何千年もの間、友人もなくたったひとりで生きてきた。人恋しさから、夢みる魂がずっととどまることができるスイートルームをつくり、チャロのかつての友人キャンディの魂を引き止めていた。後にチャロの行動から真の友情が何であるかを悟り、チャロに翔太の情報を教え、翔太の向かった迷いの森への道を開く。
バロン (Barong)
オレンジ色の体をした小悪魔。顔にそばかすがある。同じく小悪魔のランダとは顔見知りのようで、ラークの城から迷いの森へとやってきたチャロの情報をランダに教える。彼の話から彼ら小悪魔の社会が垣間見える。
ゲンブ (Genbu)
忘れ島に住む年老いたゾウガメ。他人の不幸を見過ごせない性格で、現世の記憶を失った者の住む忘れ島の住人の世話をしている。推定5000歳。現世には何千年も前にいた。仲間と暮らしていたが、気候の変化で仲間が死んでしまったためずっと一人だった。
ベル (Bell)
忘れ島に住むオスの子犬。現世の記憶がなく、だれとも口をきかなかったが、チャロとゲンブには心を開く。マーガレットの花に特別な愛着を示し、ソーセージを見るとうなって口をきかなくなる。その正体はドレッドと飼い犬モントレーの息子だが事情で母と暮らせず父に育てられていた。1歳の誕生日にドレッドがプレゼントにソーセージを探して目を離した隙に交通事故で亡くなってしまう。最後は父ドレッドと再会し共に昇天した。
トムじい (Old Tom)
迷いの森の奥深くにある小屋に住む老人で、自称天才科学者。時間の研究家で、ひとりかふたりの時間を10秒間ほど止める能力を持つ。生前、事故死した娘アンナを生き返らせようと時間を戻す研究に没頭したため孫娘のセーラにかまってやれなかったことを後悔している。セーラが結婚し最初の曽孫を妊娠したと同時に病気になり、生まれる予定の1時間前の2時に力尽きミドルワールドへやってきた。以来「曽孫誕生までの1時間」が進まずにいたが、チャロが小屋に来て話をしているうちに、時間が進んで曽孫の顔を見ることができた。チャロにお礼を言い死の国へと旅立っていく。エピソード49では、ランダの化けた龍の動きを10秒間だけ止める。
ドレッド (Dread)
前作でチャロがマンハッタンで迷子になったときに帰国する手助けをしたボクサー犬。好物はアイスクリーム（特にペパーミント）。前作エピソード38で心臓の病にて7歳で亡くなっている。今回もチャロが大鷲に捕まりそうなところを助けた。森の小動物たちからは影の英雄と呼ばれているが、彼が影の英雄かは定かではない。チャロが翔太を探していると聞きその手伝いをすることになる(EP42)。本人は「また面倒を見なければいけないな」とぶっきらぼうに言っているが、これは彼なりの優しさである。忘れ島に住むベルは彼の息子で、交通事故に遭い亡くなっている（このことは、『DS版リトルチャロ英語で旅する物語』のボーナストラックで予告されていた）。息子に対する心残りが、ドレッドをミドルワールドに留めていたがチャロの計らいで息子と再会し、最後は共に天国へと旅立っていった。
アンドーラ (Andorra)
「Dream Traveller」（夢の旅人）と自称している女性。チャロとはニューヨークで会っている。キャンディのことが心配で、ラークの城に来た。チャロに現実世界のキャンディは眠り続け、何日も目を覚めないことを話し、スイートルームでラーク、キャンディに現世でのクリスを見せた。そのあと、キャンディと一緒に現実世界へ帰った。

### その他の登場人物
翔太の父 (Shota's Father)
テレビカメラマンの仕事をする翔太の父親。本名、相川一郎。当初はチャロを飼う事に反対だったが、翔太の説得によってチャロを家族として受け入れる。本作では昏睡状態になった翔太を案じている。
シャイニー (Shiney)
容姿端麗の青いハシボソミズナギドリの若者。年齢は3歳、好物はアジ。太平洋を何千キロと旅をする渡り鳥で、仲間の群れを指揮するリーダー。もともと飛ぶことは苦手だったが、努力の末に群れの中で最速の飛行力を身に付けた。夢のために切磋琢磨しながら生きることをポリシーとしており、世界一早く飛ぶことを夢見てその後も努力を続けている。
クリス(Chris)
キャンディの飼い主。生まれつき、体が弱く、あまり外出はしない。エピソード34では、現世で咳き込みながらもキャンディの毛並みを整えていた。

### 過去・回想の登場人物
ムズーリ (Muzuli)
メスのチーターでドゥーマとペンダの母親。可愛さから息子を危険にさらすまいとドゥーマに狩をさせることがなかったため、結果的にドゥーマを飢えに追い込み、ベンダを死に至らしめる要因となった。
ダナエ (Danae)
メスの鷲。若かりし日のナムタカの妻。太古の昔に起きた鳥族と蛇族との戦によって住む街が破壊され、戦火の巻き添えとなったと思われていたが、奇跡的に生き延びていた。年老いて盲目となってからも、ひたすら夫の帰りを待ち続けており、再びともに暮らせる日が来ることを夢見ている。ある日夫と偶然再会するも、神の乗り物としてすでに不死の身となった夫は最後まで名乗ることができないまま、再会の数日後に生涯を終えた。
さなえ (Sanae)
カノンの元飼い主である一人暮らしの老婆でチャロの事実上の前飼い主。妊娠中のカノンに励ましの文字が描いた首輪を送るなど彼女を大切にしていたが、外出中に倒れて救急車で運ばれ、詳しいことは不明だがそのまま帰ってこなかった。その後にチャロが誕生したためお互いに面識はなかった。
さなえの息子
チャロ母子を離れ離れにさせてしまった張本人。倒れた母に変わってカノンを引き取りにきた。だが、お互い初めて対面したようで、始めカノンは不審者だと思い込み、とっさに生まれたばかりのチャロを公園に隠すのだが、そんな事情を知らない彼は、カノンの姿を見つけるとすぐに車に乗せてしまう。
クラウディ
ルビーの元恋人。ルビーを愛した優しい性格で、彼女がシャイニーと共にする決意をしても責めたりせずに応援して別れた。
モントレー
ベルの実母でドレッドの元恋人である飼い犬。しかし自身の飼い主がベルを引き取るのを拒んだ為にドレッドが育てることになる。その後の動向は不明。
アンナ
トムじいの娘。事故で他界してしまい、それをきっかけにトムは時間の研究に取り憑かれるようになる。
セーラ
アンナの娘でトムじいの孫娘。研究に没頭する祖父にお菓子を差し入れるなど優しい性格だったが、トムじいはそんな孫にあまり構えなかったことを後悔している。トムじいの死後の1時間後に子供を出産した。

## 挿入歌
- 「My Eyes on You」(唄：ナムタカ / Walter Roberts エピソード3)
- 「Find Your Dream」(唄：カノン / Donna Burke エピソード9)
- 「Samba in the Savanna」(唄：ドゥーマ / Raj Ramayya エピソード14)
- 「Sayonara」(唄：カノン / Donna Burke エピソード20)
- 「I'll Be Waiting for You」(唄：チャロ / 純名里沙 エピソード22)
- 「My Turn」(唄：ムウ / Stacy Powell エピソード25)
- 「Castle of Dreams｣(唄：Katie Adler エピソード31)
- 「Time｣(エピソード37)
- 「Running On｣(唄：Cameron Strother エピソード44)

## エピソード
1. 事故 (An Accident)
2. 心残り (Ties That Bind)
3. 宿屋 (Namutaka's Lodge)
4. 飛びたいペンギン (The Penguin That Wishes to Fly)
5. 翔太の影 (Shota's Shadow)
6. 出会い (Encounter)
7. ムウの恋 (Muu's Love)
8. 小さなワナ (The Trap)
9. 母として (A Mother's Choise)
10. 悲しい過去 (A Tragic Past)
11. 情報屋ジョニー (The Info Guy)
12. 恋敵 (A Rival in Love)
13. 女の友情 (A New Friendship)
14. 希望 (Hope)
15. 2人の約束 (A Promise)
16. 失踪 (Missing)
17. 独り立ち (On His Own)
18. 嵐の絆 (Out of the Storm)
19. カノンのために (For Kanon)
20. 別れ (SAYONARA)
21. コロンの言葉 (Colone's Words)
22. いつまでも待つよ (I'll Wait Forever)
23. にせもの (The Fake)
24. 本当の幸せ (True Happiness)
25. ムウの力 (Muu's Turn)
26. さよなら、ムウ (Goodbye, Muu!)
27. 頼れる兄貴 (A Brother's Love)
28. 永遠の命 (Everlasting Life)
29. 翔太 (Shota)
30. 旅立ち (Departure)
31. ラークの城 (Lahk's Castle)
32. キャンディの夢 (Candy's Dream)
33. さびしい城主 (The Lonely Lord of the Castle)
34. 夢から覚めて (Waking From a Dream)
35. 初めての友だち (First Friend)
36. 分かれ道 (A Fork in the Road)
37. 記憶のない島 (The Island of Lost Memories)
38. 孤独なベル (The Lonely Puppy)
39. 独りの過去 (Alone in the past)
40. 時のない部屋 (A Room Out of Time)
41. 一時間 (One Hour)
42. 助け舟 (Guardian)
43. それぞれの優しさ (Kindness)
44. 目覚め (Awakening)
45. 父と息子 (Father and Son)
46. 永遠の別れ (Goodbye Forever)
47. 誘惑 (Temptation)
48. いのち (Life)
49. 脱出 (Escape)
50. 生きているから (To Live)

## 声優
- チャロ:純名里沙
- 翔太:島田知美
- 翔太の父:Matthew Masaru Barron
- ナムタカ:Walter Roberts
- ムウ / ムズーリ:Stacy Powell
- ランダ / アンドーラ / ベル:Katie Adler
- ミニー / ジョニー / ペンダ / ドレッド:Jack Merluzzi
- カノン:Donna Burke
- シャイニー / チャーリー:Chris Wells
- コロン / クリス / ラーク:Carolyn Miller
- ルビー:Rachel Walzer
- ドゥーマ:Raj Ramayya
- 翔太の母:安井絵里
- キャンディ:Wendy Maliakel
- ゲンブ:Peter von Gomm
- トムじい:Tom Clark
- ナレーション：Bill Sullivan、竹本英史(テレビ版、月曜日のみ)[2]

### テレビ講座
ナビゲーター
SHELLY（火曜の初級者編はワンマンナビゲーターとして出演）、Michael Rivas（月曜の入門者編・木曜の上級者編のみ出演）
ゲスト（水曜の中級者編のみ出演）
- 4月：MEGUMI
- 5月：筧利夫
- 6月：渡辺満里奈
- 7月：西村和彦
- 8月：平山あや
- 9月：冨浦智嗣
- 10月：八田亜矢子
- 11月：小沢真珠
- 12月：石田純一
- 1月：水野裕子
- 2月：石田ひかり
- 3月：宇野実彩子

### ラジオ講座
- 講師：松本茂（立教大学教授）
- パートナー：オーウェン真樹、光岡ディオン

## テーマソング
- 倉木麻衣『I can do it now』

## スタッフ
- 原作:わかぎゑふ
- 英語脚本:パトリック・ハーラン（パックンマックン）
- 音楽:内池秀和
- アニメーション製作:アトリエ・ビトル
- 製作・著作:NHK,NHKエデュケーショナル